# Староабзаново
Староабза́ново (баш. Иҫке Абзан) — село в Благоварском районе Республики Башкортостан Российской Федерации. Входит в состав Кучербаевского сельсовета.

## География

### Географическое положение
Расстояние до:
- районного центра (Языково): 36 км,
- центра сельсовета (Старокучербаево): 4 км,
- ближайшей ж/д станции (Благовар): 51 км.

## История
Село было основано башкирами Канлинской волости Казанской дороги на собственных вотчинных землях. Под названием Абзаново, известно с 1755. В 1778 здесь поселились мурзы Бигловы и Сакаевы Темниковского уезда Воронежской губернии. В конце 18 в. учтены также князья, мишари, ясачные татары. Фиксировалось также как Бидново. В 1795 в 25 дворах проживало 160 человек, в 1865 в 106 дворах — 660 человек. Занимались скотоводством, земледелием, кожевенным делом, шорным делом. Были мечеть, училище, сыромятный завод. В 1906 зафиксировано 2 мечети, бакалейная лавка, хлебозапасный магазин. После образования в конце 19 в. выселка Новоабзаново, село получило современное название.

## Население
| 2002 | 2009 | 2010 |
| ---- | ---- | ---- |
| 364  | ↘324 | ↘319 |

Национальный состав
Согласно переписи 2002 года, преобладающая национальность — башкиры (80 %).